# جایگاه زیبایی (فیلم)
زیبایی صحنه (به انگلیسی: Stage Beauty) فیلمی است محصول سال ۲۰۰۴ و به کارگردانی ریچارد ایر است. در این فیلم بازیگرانی همچون بیلی کروداپ، کلر دینز، روپرت اورت، زوئی تپر، تام ویلکینسون، ریچارد گریفیتس، هیو بونه‌ویل، بن چاپلین، ادوارد فاکس، آلیس ایو، استیون مارکوس، تام هولندر ایفای نقش کرده‌اند.

## خلاصه داستان
نِد کیناستون از بازیگران برجسته تئاتر در دوران خود است و شهرت اصلی‌اش به خاطر ایفای نقش‌های زنانه، به‌ویژه دزدِمونا در نمایشنامه «اتللو» است. ماریا، دستیار لباس‌ او، آرزوی بازی در تئاتر رسمی را دارد، اما بر اساس قانونی که در آن زمان اجرا می‌شد، زنان اجازه فعالیت در تئاتر را نداشتند. به‌جای آن، او با نام مستعار مارگارت هیوز در نمایش‌های یک میخانه محلی ظاهر می‌شود. محبوبیت او ناشی از تازگی حضور یک زن بر صحنه است که توجه سر چارلز سدلی را جلب می‌کند و او از ماریا حمایت می‌کند. در نهایت، ماریا به چارلز دوم معرفی می‌شود.  